# Adriano Castellesi
Adriano Castellesi, noto anche come Adriano di Castello o Adriano da Corneto (Corneto, 1461 – Venezia, dicembre 1521), è stato un cardinale, vescovo cattolico e umanista italiano.

## Biografia

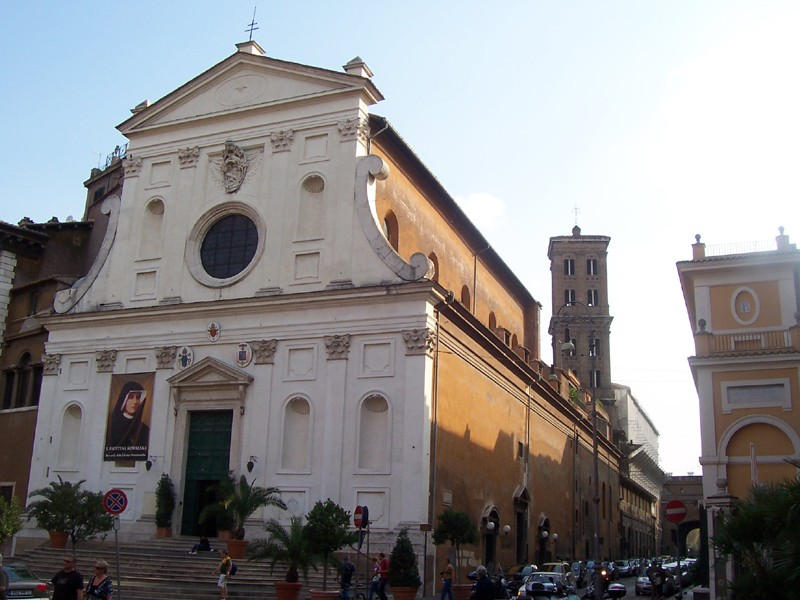
Roma: chiesa di Santo Spirito in Sassia

Nato a Corneto, l'odierna Tarquinia, nulla si sa della sua formazione. Il Castellesi era a Roma nel 1480, membro della confraternita laica di Santo Spirito in Sassia e con l'incarico nella burocrazia vaticana di sollecitatore delle lettere apostoliche. Sposato a Volterra intorno al 1485 con una certa Brigida di Bartolomeo, per intraprendere la carriera ecclesiastica chiese l'annullamento del matrimonio che, dichiarato non consumato, fu sciolto nel 1489 da papa Innocenzo VIII.
«Familiare» del papa e notaio della Camera apostolica, nel 1488 fu inviato in Scozia per cercare di ottenere un accordo tra il re Giacomo III e i nobili in rivolta, ma dovette ritornare a Roma dopo l'assassinio di Giacomo III. Nel 1490 fu nominato collettore della Santa Sede in Inghilterra, dove ottenne la cittadinanza inglese e benefici ecclesiastici. Nel 1493 il nuovo papa Alessandro VI lo nominò nunzio in Inghilterra ma dal 1494 stabilì la sua residenza a Roma come procuratore di Enrico VII d'Inghilterra.
Il Castellesi appoggiò la politica anti-francese di Alessandro VI, ottenendo i nuovi incarichi di segretario segreto e di protonotario, non però la porpora cardinalizia, malgrado i 20.000 ducati offerti al papa nel marzo del 1498. In luglio era a Parigi per sollecitare inutilmente il nuovo re Luigi XII a entrare in una lega anti-turca, desistendo da ogni rivendicazione sul ducato di Milano. Tesoriere generale nel 1500, vescovo di Hereford, in Inghilterra, nel 1502, s'impegnò ancora contro l'alleanza franco-veneta e il 3 gennaio 1503 era presente all'arresto, nel palazzo vaticano, del cardinale Giovanni Battista Orsini, oppositore della politica del papa e di Cesare Borgia che due giorni prima aveva fatto uccidere a Senigallia il cugino Paolo Orsini, Vitellozzo Vitelli e Oliverotto da Fermo.

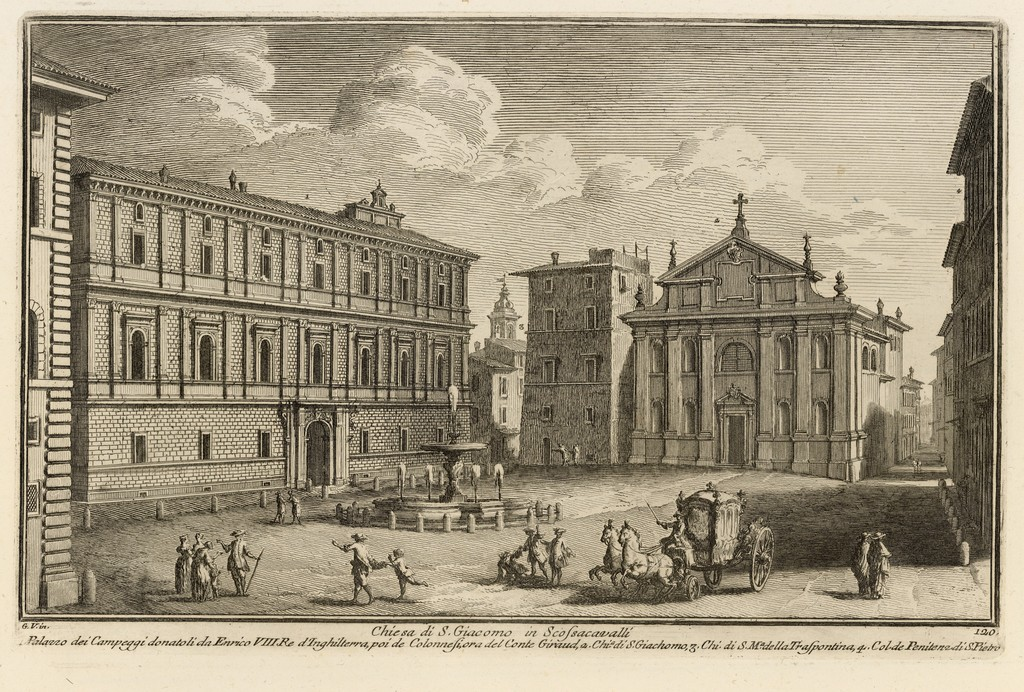
Palazzo Giraud-Torlonia al Borgo

Alessandro VI lo creò cardinale presbitero del titolo di San Crisogono il 31 maggio 1503. Pochi mesi dopo, il 6 agosto, subito dopo aver cenato insieme, il papa, il figlio Cesare e il Castellesi si sentirono male e Alessandro VI morì il 18 agosto. Si parlò di un mal riuscito tentativo di avvelenamento ai danni del Castellesi ordito dai Borgia, ma forse si trattò delle conseguenze della malaria.

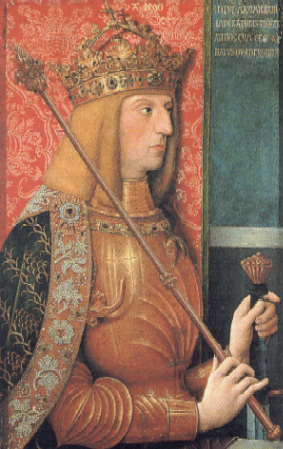
L'imperatore Massimiliano I

Dopo il breve pontificato di Pio III, l'elezione di Giulio II ebbe l'effetto di allontanare il Castellesi dalla scena politica. Sembra che in alcune lettere egli abbia espresso a Enrico VII - che il 2 agosto 1504 gli aveva fatto assegnare il ricco vescovado di Bath e Wells ottenendo per ringraziamento il palazzo romano che Castellesi stava facendo costruire al Borgo, presso San Pietro - alcune critiche contro il papa e la curia. Poiché Giulio II ne venne a conoscenza, nel settembre del 1507 il cardinale fuggì a Spoleto ma tornò a Roma pochi giorni dopo, quando fu certo del perdono di Giulio. Tuttavia, il 7 ottobre fuggì ancora da Roma, rifugiandosi a Trani, allora città veneziana, dove rimase per più di un anno. Chiese infine asilo alla Repubblica veneta, in guerra contro il papa e la lega di Cambrai, e il 23 aprile 1509 il Castellesi poteva raggiungere Venezia.

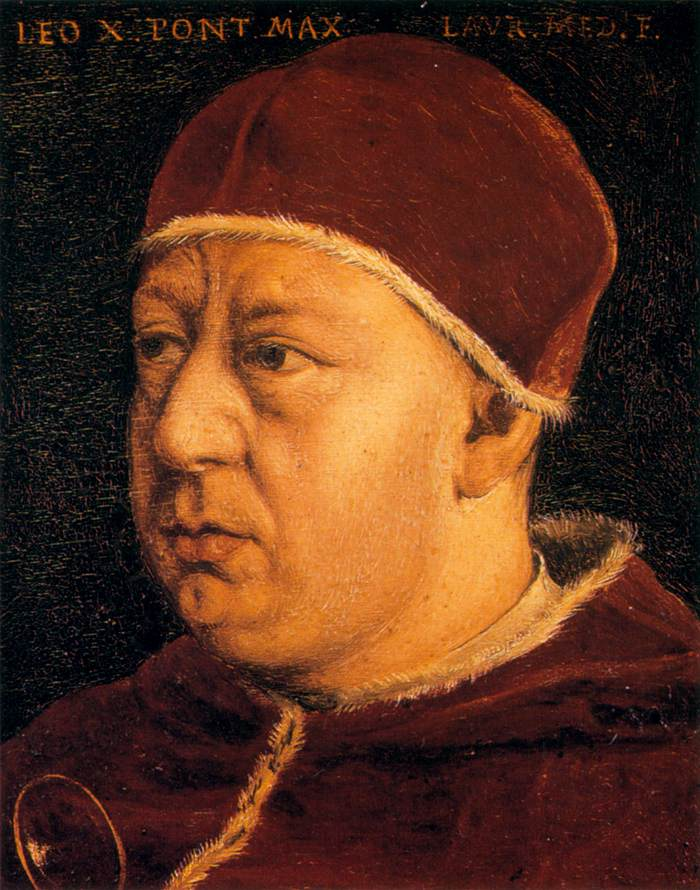
Papa Leone X, ritratto dal Bronzino

Si stabilì a Padova e intrattenne buoni rapporti con l'imperatore Massimiliano I, del quale fu anche ospite, e favorì le trattative di pace dell'Impero con Venezia. Alla morte di Giulio II, il 21 febbraio 1513, tornò per Roma presentandosi quale candidato dell'imperatore al conclave dal quale uscì eletto Leone X. Con il papa Medici il Castellesi perdette in gran parte la sua influenza, e riuscì a fatica a difendere la lucrosa collettorìa inglese, che Enrico VIII voleva far assegnare al suo segretario Andrea Della Rena.
Nel maggio 1517 il Castellesi aderì alla congiura contro Leone X promossa dal cardinale Alfonso Petrucci, alla quale presero parte anche i cardinali Raffaele Riario, Francesco Soderini e Bandinello Sauli. Sembra che Castellesi fosse convinto da una profezia che prevedeva che alla morte di papa Leone sarebbe stato eletto un vecchio cardinale di nome Adriano (c'erano solo lui e Adrien Gouffier come cardinali con questo nome; due mesi dopo sarà fatto cardinale Adriaan Boeyens, di due anni più vecchio di lui, che difatti diverrà papa Adriano VI). Scoperto il complotto, giustiziati il Petrucci, il suo segretario Antonio de Nini e il medico del papa Pietro Vercelli che avrebbe dovuto avvelenarlo, incarcerati il Riario e il Sauli, anche Soderini e Castellesi finirono per confessare e, dichiaratisi pentiti, furono condannati con gli altri due complici al pagamento di una forte ammenda.
Castellesi temette però che i provvedimenti di Leone X non si sarebbero fermati qui, e il 20 giugno fuggì da Roma, raggiunse la costa adriatica e sbarcò a Zara, da dove il 6 luglio raggiunse Venezia, ottenendo diritto d'asilo. Perdette così la collettoria e il vescovado di Bath e Wells che andò al cardinale Thomas Wolsey, lord cancelliere di Enrico VIII.
Nelle sue lettere indirizzate al sovrano inglese, il Castellesi giustificava il suo comportamento, attribuendolo alla volontà di vendetta del papa, che da parte sua, il 19 dicembre, lo citò invano in giudizio a Roma per rispondere dei delitti di eresia, di scisma e di lesa maestà, garantendogli un salvacondotto. Una seconda citazione, inviatagli il 10 maggio 1518, fu egualmente disattesa dal Castellesi, che così il 5 luglio fu privato del titolo cardinalizio e dei suoi beni, un palazzo in piazza Navona e due «vigne» al Borgo e presso il Palatino.
Alla notizia della morte di Leone X, avvenuta il 1º dicembre 1521, decise di ritornare subito a Roma, ma durante il viaggio fu assassinato e derubato dal suo servo, e il suo corpo non fu più ritrovato.
Il Castellesi è autore di alcuni scritti in latino. Due poemetti, il De venatione, dedicato al cardinale Ascanio Sforza in ricordo di una loro battuta di caccia nelle campagne di Tivoli, e l'Iter Iulii, sulla campagna di guerra che portò nel 1506 papa Giulio II da Roma a Bologna, costituiscono la sua produzione poetica, mentre il De sermone latino e il De modis latine loquendi rivelano il gusto della scrittura del Castellesi, improntata al modello ciceroniano.
Il De vera philosophia ex quattuor doctoribus ecclesiae è una raccolta di brevi testi di quattro padri della Chiesa - san Girolamo, sant'Ambrogio, sant'Agostino e san Gregorio Magno - e delle Scritture, ma interessante perché rivelano il pensiero del Castellesi sul problema del rapporto tra dottrina cristiana e filosofia. Secondo il Cantimori, egli mostra «una mentalità chiaramente avversa alla filosofia umanistica [...] e avversa anche allo spirito critico di un Valla». Affermazioni quali Non è cristiano chi dice che non bisogna credere a Cristo senza fondarsi sulla ragione, che Con la ragione non si possono provare le cose spirituali, che Nella filosofia non c'è vera sapienza, e che È sufficiente l'autorità della Sacra Scrittura, mostrano «un'esplicita tendenza al fideismo e insieme al ritorno alla Scrittura: a uno scritturalismo che per essere fondato sugli strumenti tradizionali non è meno annunciatore del valore della nuova tendenza erasmiana e della sua diffusione anche in Italia».

## Opere
- Oratio super foedere inter Alexandrum VI ac Romanorum, Hispaniae et Anglie reges, 1496.
- De venatione ad Ascanium Sforzam, 1505.
- Iter Iulii II cum Bononiam contendit, 1506.
- De vera philosophia ex quattuor doctoribus ecclesiae, 1507.
- De sermone latino, 1515.
- De modis latine loquendi, 1515.